# Jorge Beiró
Alberto Francisco Onorato más conocido como Jorge Beiró (Avellaneda, Buenos Aires, Argentina; 1919 - Id; 10 de abril de 1969) fue un actor y cantor argentino.

## Carrera
Se inició en 1954 en la Típica Mayo dirigida por Valenti Chelo, para luego actuar con Anselmo Aieta con el nombre de Jorge del Río; al debutar luego en Radio El Mundo con Alfredo Attadia.
Luego de pasar por la orquesta de Pedro Maffia donde compartió disco con el cantor Héctor Pacheco, se hizo popular tras formar parte de la Orquesta típica de Alfredo Attadia con quien grabó decenas de tangos, como Trasnochando, Aleteando y Desdén.
En 1951 integra la Compañía El Duende junto con las actrices Cota Antokoletz y Velia Chaves, y los jóvenes actores Duilio Marzio, Francisco García Vázquez y Pablo Nogués. Con ellos actuaron en el teletatro Tres muchachos y una chica, con guion de Roger Ferdinand, puesta de Juan José Bertonasco y dirección de Enrique Susini.
Beiró falleció el 10 de abril de 1969 a los 49 años de un paro cardiaco.

## Temas interpretados
- Senda florida
- Trasnochando
- Aleteando
- Desdén (grabado en 1949)
- Tu diagnóstico (vals)